# Agostino Formica
Agostino Formica (Terranova Sappo Minulio, 29 settembre 1946) è uno scrittore e saggista italiano.

## Biografia
Si è laureato in lingue e letterature straniere moderne presso l'Università di Messina.
Si è occupato di indagini relative alle lingue minoritarie della Calabria (la lingua greca di Calabria e la lingua occitana di Guardia Piemontese) e del recupero di tradizioni musicali. Per l'occitano guardiolo si è occupato della conservazione, della trasmissione e dell'insegnamento della lingua, realizzando un manuale scolastico e conducendo come responsabile scientifico per il comune di Guardia Piemontese un progetto finanziato dalla Comunità europea negli anni 1999 e 2001
Come critico d'arte ha pubblicato recensioni su cataloghi di mostre e si è occupato degli artisti Maurizio Carnevali, Berenice, Giuseppe Pesa ("pasturaru" di Seminara), Micuccio Morfea, Nietta d'Atena, Antonio Turco, Mico Famà, Albino Lorenzo, Luigi Zangari, Renato Lamalfa, Peppe Fonti, Carmine Zizzari.
Ha inoltre girato dei documentari come regista: nell'ambito di progetti dell'IRRSAE Calabria, con testi di Pietro Monteleone, La minoranza di lingua greca di Calabria, Le minoranze linguistiche della Calabria e La Calabria crocevia multiculturale, per i quali ha anche curato le musiche originali; nell'ambito del progetto europeo già citato, Guardia Piemontese. La sua lingua, la storia le prospettive culturali, nel 2001 e Terranova alma mater della piana di Gioia Tauro. L'identità smarrita, nel 2003, per i quali ha curato anche i testi.
Nel 1990 è stato insignito del "Trofeo Mediterraneo per le Arti e Lettere" "per gli alti meriti sociali, umani e culturali e per l'intensa attività protesa al raggiungimento ed all'affermazione dei nobili ideali della vita".
Sempre nel 1990 è stato segnalato per la saggistica al "Premio Calabria" organizzato dal Circolo di Cultura e di Relazioni Internazionali di Villa San Giovanni.
Nel 2003 ha vinto il 1º Premio della Prima Edizione del Premio Nazionale Belmoro - sezione narrativa inedita - per l'opera "Le farfalle, le rose, il gelo".
Ha inoltre partecipato anche ad altri progetti europei, a convegni e seminari sui temi dell'insegnamento e delle minoranze linguistiche.
Dal 2008 è Socio della Deputazione di Storia Patria della Calabria (vedi Deputazioni di Storia Patria).

## Pubblicazioni
- La narrativa di A. Floccari, Lo Faro, Roma, 1988;
- Il giorno della Calabria, Barbaro, Oppido Mamertina, 1988;
- Il Camaleonte, Barbaro, Oppido Mamertina, 1989;
- Stampa e Calabria indice zero. Itinerario del malessere (1946-1958), Collana Testimonianze,  Jason Editrice, Reggio Calabria, 1990;
- Violenza no, For graphic, Polistena, 1993 (narrativa);
- Traduzione dal francese e prefazione di Tournée in Calabria. Colonna mobile in Calabria nell'anno 1852 di H. De Rilliet, Jason Editrice,  Reggio Calabria, 1991;
- A petra da' trocculeda, For graphic, Polistena, 1995 (poema epico in endecasillabi rimati sulle vicende di Terranova Sappo Minulio nel dialetto locale).
- Storia di Terranova Sappo Minulio. 1900-1928: società, economia, politica. La sommossa popolare del 1921. L'affaire Taurianova, For graphic, Polistena, 1998.
- La minoranza di lingua greca di Calabria. Percorsi, segni e disegni d'insularità (a cura di Agostino Formica e Pietro Monteleone), Quaderni IRRSAE Calabria, 1996;
- G. Creazzo, A. Formica, H. P. Kunert, O libre meu, Gnisci, Paola, 2001 (manuale didattico per l'insegnamento della lingua occitana nella scuola);
- G. Creazzo A. Formica, Quaderno didattico per l'insegnamento efficace delle lingue meno diffuse in Europa. L'occitano di Guardia Piemontese, Gnisci, Paola, 2001;
- Bellissimo respirare il cielo, Falzea editore, Reggio Calabria, 2001 (romanzo);
- Un manuale per l'insegnamento dell'occitano di Guardia Piemontese, Viella, Roma, 2003;
- Storia della diaspora occitana a Guardia Piemontese (Calabria) e "chansons": un'esperienza di oggi alla maniera dei Troubadours, Presses Universitaires de Bordeaux, Pessac, 2009;
- Agostino Formica - Solidarismo a Terranova Sappo Minulio nel tardo Ottocento - 2009
- Domenico Barreca Storia di un musicista Dalla Calabria al 21º Reggimento fanteria alla direzione del "Corpo Musicale Civico" di Catania, Associazione Culturale "L'Alba", 2010;
- Il sogno realizzato di Anna Maria Pettigiani, soprano (1864-1954) - Laruffa editore, 2015
- 1848 a Terranova: una lezione di Patria. Antefatti, fatti e protagonisti. Editore: L'Alba Ass. Cult. - 2019